# Flight (film, 2012)
Pour les articles homonymes, voir Flight et Flight (film).
Pour plus de détails, voir Fiche technique et Distribution.
Flight, ou Vol au Québec, est un film dramatique américain réalisé par Robert Zemeckis et sorti en 2012.
Le film reçoit à sa sortie des critiques plutôt positives et rencontre le succès commercial.

## Synopsis
Whip Whitaker, pilote de ligne chevronné, fait atterrir son avion avarié en catastrophe, après une défaillance en plein vol. Six personnes meurent dans l'accident. Il est reçu en héros après l'accident. Le NTSB (Conseil national de la sécurité des transports aux États-Unis) mène l'enquête pour déterminer les responsabilités. Whip, alcoolique,  consommateur de cocaïne et de cannabis, dissimule sa forte consommation d'alcool la veille, le matin et pendant le vol. 
Il demande à une hôtesse de passer sous silence les faits qui pourraient l'accabler. Il s'assure que son copilote ne révéle pas qu'il était encore saoul lorsqu'il a pris les commandes de l'avion.
À l'hôpital, il fait la connaissance de Nicole, photographe paumée, prostituée occasionnelle, admise à la suite d'une surdose d'héroïne. Une fois sortis, ils entament une relation. Elle le quitte à cause de son alcoolisme.
L'avocat qui défend Whip fait invalider le rapport d'analyse toxicologique qui révèle qu'il était sous les effets de l'alcool et de la cocaïne lors de l'accident. Lors de l'audition devant le NTSB, Whip ment sur son état au moment de l'accident, avant finalement de craquer. Il avoue qu'il est alcoolique et qu'il avait consommé de l'alcool alors que l'enquête impute à une hôtesse, morte dans l'accident, sa consommation en cachette de bouteilles présentes dans l'avion.
Il est finalement condamné à quelques années de prison et arrête de boire.

## Fiche technique
- Titre original et français : Flight
- Titre québécois : Vol
- Réalisation : Robert Zemeckis
- Scénario : John Gatins
- Musique : Alan Silvestri
- Direction artistique : David Lazan
- Décors : Nelson Coates (en)
- Costumes : Louise Frogley
- Photographie : Don Burgess
- Montage : Jeremiah O'Driscoll
- Production : Laurie MacDonald, Walter F. Parkes, Jack Rapke (en), Steve Starkey et Robert Zemeckis
- Sociétés de production : ImageMovers et Parkes/MacDonald Productions
- Société distribution : Paramount Pictures
- Budget : 31 000 000 $
- Pays de production :  États-Unis
- Langue originale : anglais
- Genre : drame
- Durée : 139 minutes
- Format : couleur – 2,35:1
- Dates de sortie[1] :
  - États-Unis : 2 novembre 2012
  - France : 13 février 2013[2]
- Classification[3] :
  - États-Unis : R
  - France : tous publics (avec avertissement)

## Distribution
- Denzel Washington (VF : Emmanuel Jacomy) :  Commandant William Whip Whitaker, Sr., pilote de ligne
- Don Cheadle (VF : Sidney Kotto) : Hugh Lang, l'avocat
- Kelly Reilly (VF : Cindy Tempez) : Nicole Maggen
- Bruce Greenwood (VF : Bernard Lanneau) : Charlie Anderson, l'ami du syndicat de pilotes
- John Goodman (VF : Jacques Frantz) : Harling Mays
- Melissa Leo (VF : Françoise Rigal) : Ellen Block
- Tamara Tunie (VF : Isabelle Mangini) : Margaret Thomason, hôtesse de l'air
- Nadine Velazquez : Katerina Marquez (Trina), hôtesse de l'air, amante de Whip
- Brian Geraghty (VF : Olivier Chauvel) : Ken Evans, le jeune copilote
- Peter Gerety (VF : Jacques Bouanich) : Avington Carr, le propriétaire de la compagnie
- Garcelle Beauvais : Deana Coleman
- Justin Martin : Will Whitaker, Jr.
- Tommy Kane (VF : Jean Rieffel) : Mark Mellon
- Conor O'Neill (VF : Ludovic Baugin) : Kip
- Charlie E. Schmidt (VF : Benjamin Penamaria) : Tiki Pot
- Adam Tomei (VF : Emmanuel Karsen) : Fran
- Dane Davenport : Derek Hogue
- E. Roger Mitchell (VF : Jean-Baptiste Anoumon) : Craig Matson
- Ravi Kapoor (en) (VF : Nessym Guetat) : Dr Kenan
- Tom Nowicki : Len Caldwell
- Boni Yanagisawa : Camelia Satou
- Bethany Anne Lind (en) : Vicky Evans
- Rhoda Griffis : Amanda Anderson
- Michael Beasley (VF : Jean-Luc Atlan) : l'officier Edmonds
- James Badge Dale (VF : Jérôme Pauwels) : l'homme atteint du cancer
- Piers Morgan lui-même (caméo)

 Source et légende : version française (VF) sur RS Doublage

## Production

### Développement
Après les trois films d'animation Le Pôle express, La Légende de Beowulf et Le Drôle de Noël de Scrooge, ce film marque le retour de Robert Zemeckis à la prise de vues réelles, plus de dix ans après Seul au monde.
Le scénariste John Gatins a l'idée de Flight dès 1999, alors qu'il est conseiller technique sur le tournage d'un film de guerre ; entouré d'anciens pilotes de l'armée de l'air, il se demande alors comment peut être la vie de ces pilotes une fois revenus sur terre[pas clair]. Dans une interview pour le Los Angeles Times en 2012, John Gatins déclare s'être également inspiré, aussi bien pour la nature de la panne affectant l'appareil que pour les réactions de l'équipage (vol sur le dos), de l'accident du vol Alaska Airlines 261 survenu le 31 janvier 2000, dans lequel la gouverne de profondeur d'un McDonnell Douglas MD-83 s'est bloquée en position basse. Par ailleurs, lors de la scène de l'audition du pilote, vers la fin du film, les images présentées par le jury (pas de vis détérioré sur la commande de la gouverne) sont celles de ce véritable accident.

### Attribution des rôles
Denzel Washington a passé de nombreuses heures sur un simulateur de vol et à discuter avec des pilotes. Dans le film, il porte même un sac de vol qui appartient à un véritable ancien pilote : « toutes ces petites choses vous permettent de rentrer dans le rôle et de faire croire au public que vous êtes vraiment cette personne. »
L'actrice britannique Kelly Reilly était en vacances au Texas pendant le casting et ne pouvait y assister. Désirant à tout prix un rôle, elle a envoyé une cassette. D'emblée séduit, le réalisateur ne lui a même pas fait passer d'essai.

### Tournage
Le tournage a lieu dans l’État de Géorgie (Hampton, Atlanta, Covington) d'octobre à décembre 2011. Le réalisateur Robert Zemeckis a décidé de tourner les scènes dans l'ordre chronologique de l'histoire. Il a également demandé au scénariste John Gatins d'être présent tous les jours sur le plateau pour faire évoluer le scénario au gré du tournage. Le tournage a duré 48 jours.

## Distinctions
Source : Internet Movie Database

### Récompenses
- Satellite Awards 2012 : meilleurs effets visuels
- Festival international du film de Chicago 2012 : Founder's Award pour Robert Zemeckis
- Hollywood Film Festival 2012 : Spotlight Award pour Kelly Reilly
- National Board of Review 2012 : Spotlight Award pour John Goodman (également récompensé pour L'Étrange Pouvoir de Norman, Une nouvelle chance et Argo)
- African-American Film Critics Association Awards 2012 : meilleur acteur pour Denzel Washington
- Festival international du film de Palm Springs 2013 : meilleur réalisateur pour Robert Zemeckis
- NAACP Image Awards 2013 : meilleur acteur pour Denzel Washington

### Nominations
- Satellite Awards 2012 :
  - Meilleur acteur pour Denzel Washington
  - Meilleur acteur dans un second rôle pour John Goodman
  - Meilleur montage pour Jeremiah O'Driscoll
  - Meilleur scénario original pour John Gatins
  - meilleur son
- Golden Globes 2013 : meilleur acteur dans un film dramatique pour Denzel Washington
- Oscars 2013 :
  - Meilleur acteur pour Denzel Washington
  - Meilleur scénario original pour John Gatins

## Autour du film
- La marque de bière Budweiser n'a pas apprécié que, dans le film, le personnage principal soit vu avec une bouteille de la marque en conduisant. La marque ne voulait pas être associée à l'alcoolisme et a demandé que son logo soit flouté. Le vice-président de l'entreprise Robert McCartney a par ailleurs déclaré « nous avons une longue histoire dans la promotion de la conduite responsable et dans la prévention de l'alcoolisme au volant ». Dans une lettre adressée à Robert Zemeckis, Budweiser a demandé que son logo soit effacé de tous les supports d'exploitation du film (streaming, vidéo à la demande, DVD, Blu-ray...)[5].
- Quand John Goodman apparaît pour la première fois dans l'entrée de l’hôpital, il écoute Sympathy for the Devil, un clin d’œil au film Le Témoin du Mal dont il a partagé la vedette du film avec Denzel Washington[réf. nécessaire].
- Quand John Goodman entre dans la chambre de l’hôpital, il insulte l'infirmière et la surnomme Miss Ratched. C'est une référence au rôle de Louise Fletcher dans Vol au-dessus d'un nid de coucou[réf. nécessaire].
- Dans les escaliers de l’hôpital, le malade du cancer dit « j'adore l'odeur de la nicotine au petit matin ! », parodiant ainsi la réplique culte d'Apocalypse Now[réf. nécessaire].

### Article annexe
- Psychotrope au cinéma et à la télévision